# Вульф, Морис де
Морис де Вульф (Maurice De Wulf; 6 апреля 1867, Поперинге, Западная Фландрия, Бельгия — 23 декабря 1947, Поперинге, Западная Фландрия, Бельгия) — бельгийский историк средневековой философии, называемый одним из пионеров историографии средневековой философии; философ-неотомист. Основной труд «История средневековой философии» (1900). Член Королевской академии Бельгии. Профессор философии Лёвенского католического университета.
Учился в университете Лёвена у Д. Мерсье.
Д-р философии и словесности, доктор права.
В 1920-х годах преподавал в Гарварде.
Членкор Американской академии медиевистики (1926).

## Книги
- History of Medieval Philosophy (1900), переведена на многие языки
- Philosophy and Civilization in the Middle Ages (Princeton, 1922)
  - Средневековая философия и цивилизация (пер. с англ. О. Д. Сидоровой; Центрполиграф, 2014) ISBN 978-5-9524-5114-8